# Court of Exchequer

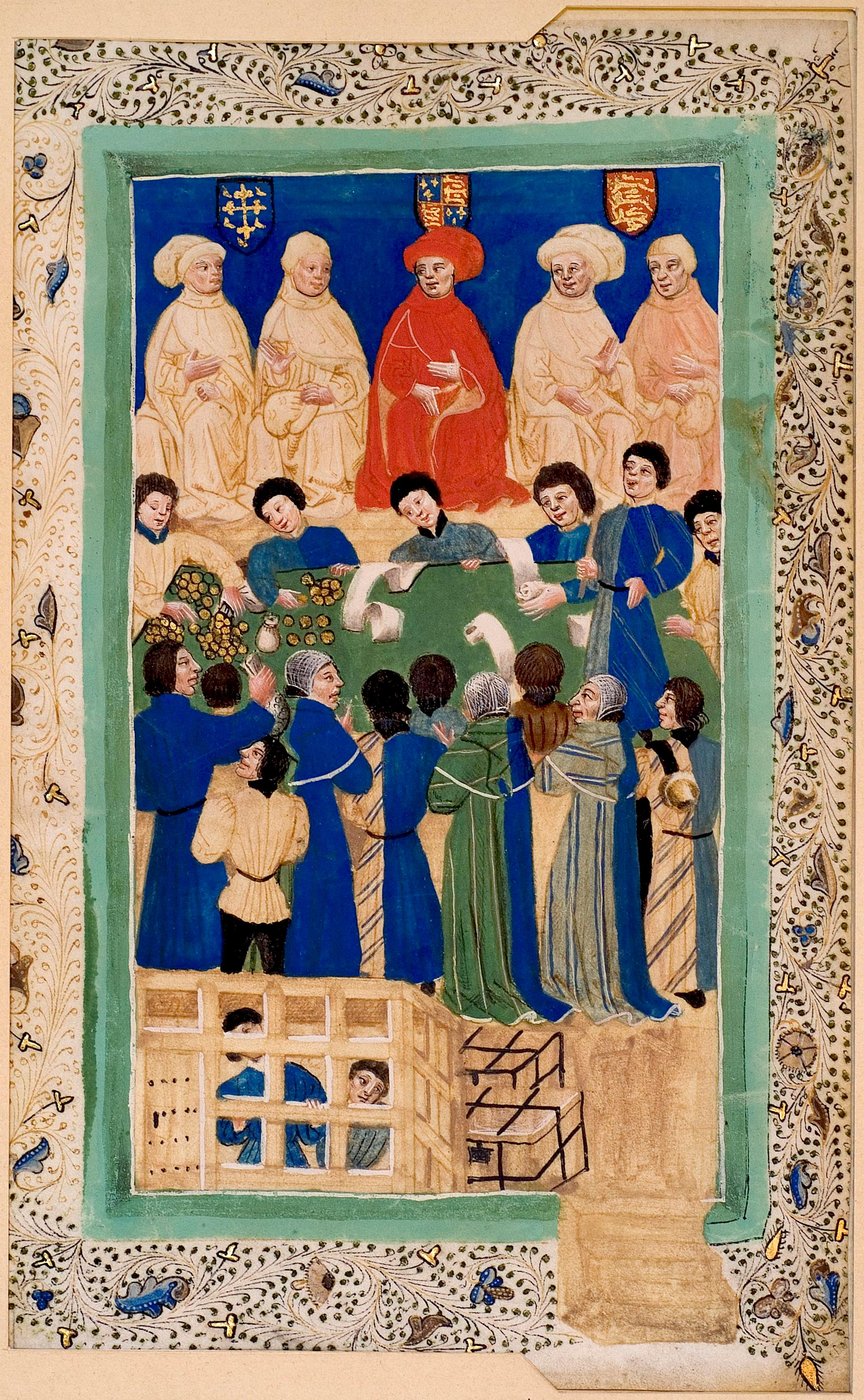
La Court of Exchequer al lavoro, manoscritto miniato del 1460 circa.

La Court of Exchequer (in italiano "corte dello scacchiere"), o Exchequer of Pleas, è stato un tribunale che si occupava di questioni di equity, un insieme di principi giuridici basati sul diritto naturale e sulla common law nella giurisdizione dell'Inghilterra e Galles. Originariamente parte della curia regis (o Consiglio del Re), la Court of Exchequer ne divenne autonoma nel 1190 per diventare una corte centrale preposta alla revisione dei conti e alle finanze dello Stato. A questo tribunale vennero trasferite gran parte delle competenze e attività inizialmente previste per la Court of Chancery a seguito dell'inefficienza di quest'ultima. Le due corti, con giurisdizioni simili, si sono avvicinate nel corso degli anni fino a quando, nell'XIX secolo, si è sottolineato che non era più necessario disporre di due corti apparentemente identiche e, di conseguenza, l'Exchequer perse la sua giurisdizione patrimoniale. Con gli Judicature Acts, emanati dal parlamento inglese a partire dal 1870 per riorganizzare il sistema giudiziale, la Court of Exchequer venne formalmente sciolta come organo giudiziario il 16 dicembre 1880.
La giurisdizione della Court of Exchequer fu, in tempi diversi, di common law, di equity o di entrambi. Dopo l'istituzione della Court of Common Pleas si occupò principalmente di questioni di equity e delle azioni intentate contro i funzionari dell'erario e quelle promosse dal monarca contro i debitori insolventi. Con il Writ of Quominus, che consentiva alla court of Exchequer di esaminare casi "comuni", il suo ambito di discrezionalità si ampliò notevolmente facendole riguadagnare il suo posto nelle questioni di common law. I casi venivano formalmente assunti dal Cancelliere dello Scacchiere, ma in pratica venivano esaminati dai Barons of the Exchequer (Baroni dello Scacchiere), funzionari giudiziari guidati dallo Chief Baron (Barone Capo). Altri funzionari di corte includevano il King's Remembrancer, che nominava tutti gli altri funzionari e teneva i registri dello Scacchiere, e gli impiegati giurati e secondari, che agivano come avvocati delle parti in un caso.